# Philautus jerdonii
Philautus jerdonii é uma espécie de anfíbio da família Rhacophoridae.
Pode ser encontrada nos seguintes países: Índia e possivelmente em Nepal.